# زمانی برای مردن نیست (فیلم ۱۹۵۸)
زمانی برای مردن نیست (انگلیسی: No Time to Die) یک فیلم سینمایی بریتانیایی در ژانر جنگی محصول سال ۱۹۵۸ که دربارهٔ یک گروهبان آمریکایی در ارتش انگلیس در طول جنگ جهانی دوم است. در آمریکا این فیلم به نیروی تانک تغییر نام داد.
این فیلم براساس رمانی از رونالد کمپ در سال ۱۹۵۴ ساخته شد.